# Enkomi
Enkomi (Έγκωμη en grec) ou Tuzla en turc est un village et un site archéologique situé dans la partie turque de l'île de Chypre, près de Famagouste, donc sous le contrôle de facto de la république turque de Chypre du Nord. Le site est constitué d'une importante ville entourée de remparts cyclopéens, peut-être la capitale d'Alashiya.
La phase d'occupation s'étend pendant l'âge du bronze moyen et récent : du XIXe siècle av. J.-C. jusqu'au XIe siècle av. J.-C. C'est à ce moment-là que la ville fut abandonnée au profit de la ville voisine de Salamine.